# Liste des épisodes d'Inu-Yasha
 (avril 2025).
Motif : Article à priori non admissible. Sujet principal admissible. Article type BDD. Suggestion : fusion des données dans l'article principal parent
- Archive Wikiwix
- Bing
- Cairn
- DuckDuckGo
- E. Universalis
- Gallica
- Google
- G. Books
- G. News
- G. Scholar
- Persée
- Qwant
- (zh) Baidu
- (ru) Yandex
- (wd) trouver des œuvres sur Wikidata

| 1. | Préciser le motif de la pose du bandeau. | Précisez le motif de la pose du bandeau en utilisant la syntaxe suivante : {{admissibilité à vérifier\|date=avril 2025\|motif=remplacez ce texte par le motif}}                                     |
| 2. | Informer les utilisateurs concernés.     | Pensez à avertir le créateur de l'article, par exemple, en insérant le code ci-dessous sur sa page de discussion : {{subst:avertissement admissibilité à vérifier\|Liste des épisodes d'Inu-Yasha}} |

Cet article présente la liste des épisodes de l'anime Inu-Yasha (ou Inuyasha) et Inu-Yasha - Dernier Acte.
Le premier anime tiré du manga a été diffusé au Japon entre le 16 octobre 2000 et le 13 septembre 2004 et le deuxième entre le 3 octobre 2009 et le 29 mars 2010. En France, l’anime est diffusé depuis octobre 2008 à la télévision sur la chaîne NT1 jusqu'à l'épisode 52.
En 2002, les droits ont été acquis par l'éditeur Dybex qui propose la 1re saison en version originale sous titrée uniquement. En 2008, l'éditeur Kazé a acquis les droits pour les 52 premiers épisodes et les propose en version originale sous titrée et en version française. La série compte 193 épisodes (167 pour la première série et 26 pour la deuxième). Les titres français des épisodes de la 1re saison diffèrent selon l'éditeur.

## Génériques Inu-Yasha

### Les génériques de début
| Numéro | Titre              | Artiste            | Épisodes  | 1re date de diffusion |
| ------ | ------------------ | ------------------ | --------- | --------------------- |
| 1      | Change the World   | V6                 | 1 - 34    | 16 octobre 2000       |
| 2      | I Am               | Hitomi             | 35 - 64   | 16 juillet 2001       |
| 3      | Owarinai Yume      | Nanase Aikawa      | 65 - 95   | 8 avril 2002          |
| 4      | Grip !             | Every Little Thing | 96 - 127  | 13 janvier 2003       |
| 5      | One Day, One Dream | Tackey & Tsubasa   | 128 - 153 | 13 octobre 2003       |
| 6      | Angelus            | Hitomi Shimatani   | 154 - 167 | 31 mai 2004           |

### Les génériques de fin
| Numéro | Titre                          | Artiste            | Épisodes           | 1re date de diffusion |
| ------ | ------------------------------ | ------------------ | ------------------ | --------------------- |
| 1      | My Will                        | Dream              | 1 - 20 + 166 - 167 | 16 octobre 2000       |
| 2      | Fukai Mori                     | Do As Infinity     | 21 - 41            | 9 avril 2001          |
| 3      | Dearest                        | Ayumi Hamasaki     | 42 - 60            | 3 septembre 2001      |
| 4      | Every Heart - Minna no Kimochi | BoA                | 61 - 85            | 18 février 2002       |
| 5      | Shinjitsu no Uta               | Do As Infinity     | 86 - 108           | 9 septembre 2002      |
| 6      | Itazurana Kiss                 | day after tomorrow | 109 - 127          | 5 mai 2003            |
| 7      | Come                           | Namie Amuro        | 128 - 148          | 13 octobre 2003       |
| 8      | Brand-New World                | V6                 | 149 - 165          | 26 avril 2004         |

## Génériques Inu-Yasha - Dernier Acte

### Les génériques de début
| Numéro | Titre             | Artiste        | Épisodes           | 1re date de diffusion |
| ------ | ----------------- | -------------- | ------------------ | --------------------- |
| 1 (7)  | Kimiga Inai Mirai | Do As Infinity | 1 - 26 (168 - 193) | 3 octobre 2009        |

### Les génériques de fin
| Numéro | Titre              | Artiste         | Épisodes            | 1re date de diffusion |
| ------ | ------------------ | --------------- | ------------------- | --------------------- |
| 1 (9)  | With You           | AAA             | 1 - 9 (168 - 176)   | 3 octobre 2009        |
| 2 (10) | Diamond            | Alan Dawazhuoma | 10 - 17 (177 - 184) | 5 décembre 2009       |
| 3 (11) | Tooi michi no saki | Ai Takekawa     | 18 - 26 (185 - 193) | 1er février 2010      |

## ÉpisodesInu-Yasha
|  |  |  |  | Épisodes filler (hors manga) |

### Saison 1
Les titres précédés d'un * correspondent à l'éditeur Dybex, les autres à Kaze.
| No | Titre français                                                                                 | Titre japonais                   | Titre japonais                                        | Date de 1re diffusion |
| No | Titre français                                                                                 | Kanji                            | Rōmaji                                                | Date de 1re diffusion |
| -- | ---------------------------------------------------------------------------------------------- | -------------------------------- | ----------------------------------------------------- | --------------------- |
| 1  | La jeune fille qui a voyagé dans le temps et le garçon qui a été scellé * La fille et Le démon | 時代を越えた少女と封印された少年 | Jidai o koeta shōjo to fūinsareta shōnen              | 16 octobre 2000       |
| 2  | Ceux qui veulent la perle des 4 âmes * Les prédateurs de la perle                              | 四魂の玉を狙う者たち             | Shikon no tama o nerau monotachi                      | 23 octobre 2000       |
| 3  | De retour du puits dévoreur d'os * Retour au puits                                             | 骨喰いの井戸からただいまっ！     | Honekui no ido kara tadaima!                          | 30 octobre 2000       |
| 4  | Yura, la manipulatrice de cheveux * Yura, le démon des cheveux                                 | 逆髪の妖魔 結羅                  | Sakasagami no yōma Yūra                               | 6 novembre 2000       |
| 5  | Sesshōmaru, le prince effroyable * Sesshōmaru, le prince des démons                            | 戦慄の貴公子 殺生丸              | Senritsu no kikōshi Sesshōmaru                        | 13 novembre 2000      |
| 6  | Tessaiga, le sinistre sabre magique * Tessaiga, l'épée démoniaque                              | 不気味な妖刀 鉄砕牙              | Bukimina yōtō Tetsusaiga                              | 20 novembre 2000      |
| 7  | Un affrontement violent, Sesshōmaru contre inuyasha ! * Un terrible défi                       | 激対決！殺生丸ＶＳ鉄砕牙         | Gekitaiketsu Sesshōmaru tai Tetsusaiga                | 27 novembre 2000      |
| 8  | Un prince des démons, le crapaud amer * Le crapaud Tsukumo                                     | 殿様妖怪 九十九の蝦蟇            | Tono yōkai Tsukumo no gama                            | 4 décembre 2000       |
| 9  | L'apparition de Shippō ! Les frères de la foudre, Hiten et Manten * Les frères Raiju           | 七宝登場！雷獣兄弟 飛天満天      | Shippō tōjō! Raijū kyōdai Manten Hiten                | 11 décembre 2000      |
| 10 | La confrontation des armes démoniaques ! Raigekijin contre Tessaiga ! * Rencontre violente     | 妖刀激突！雷撃刃ＶＳ鉄砕牙!!     | Yōtō gekitotsu! Raigekijin tai Tetsusaiga!            | 18 décembre 2000      |
| 11 | Le masque de Nō maudit ressuscité dans le présent * Le masque maudit                           | 現代によみがえる呪いの能面       | Gendai ni yomigaeru noroi no nōmen                    | 15 janvier 2001       |
| 12 | Tatarimokke et la petite âme maléfique * Tatarimokke et l'esprit malin                         | タタリモッケと小さな悪霊         | Tatarimokke to chīsaina akuryō                        | 22 janvier 2001       |
| 13 | Le mystère de la nouvelle lune ? Inuyasha aux cheveux noirs * La nouvelle lune                 | 新月の謎 黒髪の犬夜叉            | Shingetsu no nazo! Kurogami no Inuyasha               | 29 janvier 2001       |
| 14 | On a volé les cendres de Kikyō ! * Les cendres de Kikyō                                        | 盗まれた桔梗の霊骨               | Nusumareta Kikyō no reikotsu                          | 5 février 2001        |
| 15 | La tragédie de la nonne, la résurrection de Kikyō * Le retour de Kikyō                         | 悲運の巫女 桔梗復活              | Hiun no miko Kikyō fukkatsu                           | 12 février 2001       |
| 16 | Un trou d'air dans la main droite, Miroku, le bonze voyou * Le moine Miroku                    | 右手に風穴 不良法師 弥勒         | Migi te ni kazāna furyō hōshi Miroku                  | 19 février 2001       |
| 17 | L'encre corrompue du peintre de l'enfer * L'encre sanglante                                    | 地獄絵師の汚れた墨               | Jigoku eshi no kegareta sumi                          | 26 février 2001       |
| 18 | L'alliance de Naraku et de Sesshōmaru * L'alliance de Sesshōmaru et Naraku                     | 手を組んだ奈落と殺生丸           | Te o kunda Naraku to Sesshōmaru                       | 5 mars 2001           |
| 19 | Kagome, retourne dans ton époque ! * Adieu Kagome !                                            | 帰れ、かごめ！ お前の時代に      | Kaere, Kagome! Omae no jidai ni                       | 12 mars 2001          |
| 20 | Le brigand ignoble, le mystère d'Onigumo * Le mystère d'Onigumo                                | あさましき野盗 鬼蜘蛛の謎        | Asamashiki yatō, Onigumo no nazo                      | 19 mars 2001          |
| 21 | La véritable origine de Naraku * La vérité sur Naraku et l'âme de Kikyō (1)                    | 奈落の真実に迫る桔梗の魂 前編    | Naraku no shinjitsu ni semaru Kikyō no tamashī zenpen | 9 avril 2001          |
| 22 | L'âme de Kikyō * La vérité sur Naraku et l'âme de Kikyō (2)                                    | 奈落の真実に迫る桔梗の魂 後編    | Naraku no shinjitsu ni semaru Kikyō no tamashī kōhen  | 9 avril 2001          |
| 23 | La voix de Kagome, le baiser de Kikyō * Le baiser de Kikyō                                     | かごめの声と桔梗の口づけ         | Kagome no koe to Kikyō no kuchizuke                   | 16 avril 2001         |
| 24 | L'arrivée de Sango, l'exterminatrice de démons * Sango, la chasseuse de démons                 | 妖怪退治屋 珊瑚登場！            | Yōkaitaijiya, Sango tōjō!                             | 23 avril 2001         |
| 25 | Déjouons le plan de Naraku ! * L'affreux complot de Naraku                                     | 奈落の謀略をうち破れ！           | Naraku no bōryaku o uchi yabure!                      | 7 mai 2001            |
| 26 | Le secret de la perle des 4 âmes enfin révélé ! * Le secret de la perle de Shikon              | ついに明かされた四魂の秘密       | Tsui ni akasareta shikon no himitsu                   | 14 mai 2001           |

### Saison 2
| No | Titre français                                           | Titre japonais                 | Titre japonais                                  | Date de 1re diffusion |
| No | Titre français                                           | Kanji                          | Rōmaji                                          | Date de 1re diffusion |
| -- | -------------------------------------------------------- | ------------------------------ | ----------------------------------------------- | --------------------- |
| 27 | Le Dieu de l'eau qui gouverne le Lac de l'ombre          | 水神が支配する闇の湖           | Suijin ga shihaisuru yami no mizūmi             | 21 mai 2001           |
| 28 | Miroku piégé                                             | 過酷な罠にかかった弥勒         | Kakokuna wana ni kakatta Miroku                 | 28 mai 2001           |
| 29 | Les souffrances de Sango et la vie de Kohaku             | 珊瑚の苦悩と琥珀の命           | Sango no kunō to Kohaku no inochi               | 4 juin 2001           |
| 30 | La Tessaïga est volée, combat final au château de Naraku | 盗まれた鉄砕牙 対決 奈落の城！ | Nusumareta Tetsusaiga taiketsu Naraku no shiro! | 11 juin 2001          |
| 31 | Un gentil mais pourtant triste yōkai nommé Jinenji       | 心優しき哀愁の地念児           | Kokoroyasashiki aishū no jinenji                | 18 juin 2001          |
| 32 | Kikyō et Inu Yasha ont un problème                       | 邪気に落ちた桔梗と犬夜叉       | Jaki ni ochita Kikyō to Inuyasha                | 25 juin 2001          |
| 33 | Kikyō capturée par Naraku                                | 囚われた桔梗と奈落             | Torawareta Kikyō to Naraku                      | 2 juillet 2001        |
| 34 | Tessaiga et Tenseiga                                     | 天生牙と鉄砕牙                 | Tenseiga to Tetsusaiga                          | 9 juillet 2001        |
| 35 | Le véritable propriétaire du fabuleux sabre              | 名刀が選ぶ真の使い手           | Meitō ga erabu shin no tsukai te                | 16 juillet 2001       |
| 36 | Le démon-loup Kōga a kidnappé Kagome                     | かごめ略奪！ 超速の妖狼 鋼牙   | Kagome ryakudatsu! Chōsoku no yōrō Kōga!        | 23 juillet 2001       |
| 37 | Celui qui est amoureux de Kagome                         | かごめに惚れたあいつ           | Kagome ni horeta aitsu                          | 30 juillet 2001       |
| 38 | Loin des yeux mais près du cœur                          | はなれて通うふたりの気持ち     | Hanarete kayō futari no kimochi                 | 6 août 2001           |
| 39 | Contraint de se battre à mort                            | 仕組まれた死闘                 | Shikumareta shitō                               | 13 août 2001          |
| 40 | Le piège mortel de Kagura, la sorcière du vent           | 風使い神楽の妖艶なる罠         | Kazetsukai Kagura no yōennaru wana              | 20 août 2001          |
| 41 | Danse de Kagura, le miroir de Kanna                      | 神楽の舞と神無の鏡             | Kagura no mai to Kanna no kagami                | 27 août 2001          |
| 42 | L'échec du Kaze no Kizu                                  | 破られた風の傷                 | Yaburareta Kaze no Kizu                         | 3 septembre 2001      |
| 43 | Tessaiga brisée !                                        | ついに折れた鉄砕牙！           | Tsuini oreta Tetsusaiga!                        | 10 septembre 2001     |
| 44 | L'épée maléfique de Kaijinbō                             | 灰刃坊の邪悪な剣               | Kaijinbō no jākuna tsurugi                      | 17 septembre 2001     |
| 45 | Sesshōmaru utilise Tōkijin !                             | 殺生丸、闘鬼神を振るう         | Sesshōmaru, tōkijin o furū                      | 8 octobre 2001        |
| 46 | Jūrōmaru et Kagerōmaru                                   | 獣郎丸と影郎丸                 | Jūrōmaru to Kagerōmaru                          | 15 octobre 2001       |
| 47 | Le cœur d'Onigumo continue de battre en Naraku           | 奈落に残る鬼蜘蛛の心           | Naraku ni nokoru Onigumo no kokoro              | 22 octobre 2001       |
| 48 | Retour au lieu de notre première rencontre               | 出会った場所に帰りたい         | Deatta basho ni kaeritai!                       | 29 octobre 2001       |
| 49 | La mémoire perdue de Kohaku                              | 失われた琥珀の記憶             | Ushinawareta Kohaku no kioku                    | 5 novembre 2001       |
| 50 | Cet inoubliable visage                                   | あの顔が心から消えない         | Ano kao ga kokoro kara kienai                   | 12 novembre 2001      |
| 51 | L'âme d'Inu Yasha dévorée                                | 心を喰われた犬夜叉             | Kokoro wo kuwa re ta Inuyasha                   | 19 novembre 2001      |
| 52 | La vraie nature du démon                                 | 止められない！ 妖怪の本性      | Tomerareni! Yōkai no hōnsho                     | 26 novembre 2001      |

### Saison 3
| No | Titre français                                   | Titre japonais                       | Titre japonais                         | Date de 1re diffusion |
| No | Titre français                                   | Kanji                                | Rōmaji                                 | Date de 1re diffusion |
| -- | ------------------------------------------------ | ------------------------------------ | -------------------------------------- | --------------------- |
| 53 | L'ennemi juré de père, Ryukotsusei               | 父の宿敵 竜骨精                      | Chichi no shukuteki, Ryūkossei         | 3 décembre 2001       |
| 54 | La technique ultime du Tessaiga, Bakuryūha       | 鉄砕牙の奥義爆流破                   | Tessaiga no ōgi bakuryū                | 10 décembre 2001      |
| 55 | La fleur de pierre et le premier amour de Shippō | 石の花と 七宝の初恋                  | Ishi no hana to Shippō no hatsukoi     | 17 décembre 2001      |
| 56 | Le piège de la belle femme dans la brume         | 霧の奥に美女の誘惑                   | Kiri no oku ni bijo no yūwaku          | 14 janvier 2002       |
| 57 | Tout ce qui se passa en une nuit à Tōgenkyō (1)  | すべては桃源郷の夜に 前編 (1)        | Subete wa Tōgenkyō no yoru ni (zenben) | 21 janvier 2002       |
| 58 | Tout ce qui se passa en une nuit à Tōgenkyō (2)  | すべては桃源郷の夜に 前編 (2)        | Subete wa Tōgenkyō no yoru ni (kōhen)  | 28 janvier 2002       |
| 59 | Les ambitions d'apprentissage des jolies sœurs   | 美少女姉妹の弟子入り志願             | Bishōjyo kyōdai no deshi irishigan     | 4 février 2002        |
| 60 | La Miko noire, 50 ans de malédiction             | 黒巫女 五十年の呪い                  | Kuro Miko gojūnnen no noroi            | 11 février 2002       |
| 61 | L'appariton de Kikyō et l'envoyé de Shikigami    | 現れた桔梗と式神使い                 | Arawareta Kikyō to Shikigami tsukai    | 18 février 2002       |
| 62 | Sans fin ! Le sort de Tsubaki                    | 底知れぬ 椿の呪縛                    | Sokoshirene Tsubaki no jubaku          | 4 mars 2002           |
| 63 | Les Mikos d'ambre bloquent la route              | 行く手を阻む紅白巫女                 | Yukute o habamu kohaku Miko            | 11 mars 2002          |
| 64 | L'ogre géant de la pagode interdite              | 多宝塔の巨大な鬼                     | Tahōtō no kyodaina oni                 | 18 mars 2002          |
| 65 | Adieu ! Les jours de ma jeunesse !               | さらば青春の日々                     | Saraba seishun no hibi                 | 8 avril 2002          |
| 66 | La barrière de Naraku et la résolution de Kagura | 奈落の結界 神楽の決心                | Naraku no kekkai Kagura no kesshin     | 15 avril 2002         |
| 67 | Incontrôlable ! Le vent de la trahison !         | 吹き荒れる裏切りの風                 | Fukiareru uragiri no kaze              | 22 avril 2002         |
| 68 | Un défi enflammé pour Shippō !                   | 七宝へ怒りの挑戦状                   | Shippō e ikari no chosenjō             | 6 mai 2002            |
| 69 | La terreur de l'homme sans visage                | 顔のない男の恐怖                     | Kao no nai otoko no kyofu              | 13 mai 2002           |
| 70 | La mémoire d'Onigumo, le ressuscité              | よみがえった鬼蜘蛛の記憶             | Yomigaetta Onigumo no kioku            | 20 mai 2002           |
| 71 | Le triple combat à mort                          | 三つ巴の死闘の果て                   | Mitsudomoe no shitō no hate            | 27 mai 2002           |
| 72 | L'étrange épreuve de Tōtōsai                     | 刀々斎の珍妙な試練                   | Totosai no chinmyo na shiren           | 3 juin 2002           |
| 73 | Shiori, sa mère et les sentiments d'Inuyasha     | 紫織母子とアイツの気持ち             | Shori boshi to aitsu no kimochi        | 10 juin 2002          |
| 74 | Le Tessaīga rouge casse la barrière !            | 結界破る赤い鉄砕牙                   | Kekkai yaburu akai Tessaiga            | 17 juin 2002          |
| 75 | Le complot des 4 grandes panthères               | 豹猫四天王の陰謀                     | Hyōneko shitenō no inbō                | 24 juin 2002          |
| 76 | Cible : Sesshōmaru et Inu Yasha !                | 標的（ターゲット）は殺生丸と犬夜叉！ | Hyōteki wa Sesshōmaru to Inuyasha      | 1er juillet 2002      |
| 77 | La tribu des panthères et les deux épées du croc | 豹猫族とふたつの牙の剣               | Hyōnekogoku to futatsu on kiba no ken  | 8 juillet 2002        |
| 78 | Viser Sango : seulement toi...                   | 珊瑚目指してオンリーユー             | Sango mokushi shite, onrī yū           | 15 juillet 2002       |

### Saison 4
| No  | Titre français                                                          | Titre japonais                 | Titre japonais                               | Date de 1re diffusion |
| No  | Titre français                                                          | Kanji                          | Rōmaji                                       | Date de 1re diffusion |
| --- | ----------------------------------------------------------------------- | ------------------------------ | -------------------------------------------- | --------------------- |
| 79  | L'opération de vol du Tessaiga par Jaken                                | 邪見の鉄砕牙ブン取り作戦       | Jaken no Tessaigabun torisakusen             | 22 juillet 2002       |
| 80  | Sesshōmaru et le kidnapping de Rin                                      | 殺生丸とさらわれたりん         | Sesshōmaru to sarawareta Rin                 | 29 juillet 2002       |
| 81  | Le mystère de Naraku enfin au grand jour                                | 断ち切れる奈落の行方           | Tachikiru Naraku no yukue                    | 5 août 2002           |
| 82  | Le présent et le raccordement de l'époque de Sengoku                    | 現代と戦国のはざま             | Gendai to Sengoku no hazma                   | 12 août 2002          |
| 83  | Démon louve et la grande promesse                                       | 女妖狼族と月虹の約束           | Onna yōrōzoku to tsuki niji no yakusoku      | 19 août 2002          |
| 84  | Affaire de mariage                                                      | 超速の花嫁候補                 | Chōsoku no hanayome kōho                     | 26 août 2002          |
| 85  | Le mal se lève au châteaux du démon                                     | 邪気が満ちる鬼の首城           | Jaki ga michiru oni no kubi shiro            | 2 septembre 2002      |
| 86  | Le secret de la princesse Hidden                                        | 依り代の姫の秘密               | Yoridai no hame no himitsu                   | 9 septembre 2002      |
| 87  | La journée solitaire de Kikyō                                           | めぐる桔梗の孤独な旅路         | Meguru Kikyō no kodokuna tabiji              | 16 septembre 2002     |
| 88  | Les spiritueux Dieux Trois Singes                                       | 猿神さまの三精霊               | Sarugamisama no San Seirei                   | 14 octobre 2002       |
| 89  | Confrontation des visiteurs                                             | アイツと彼のお見舞い対決       | Aitsu to kare omimai taiketsu                | 21 octobre 2002       |
| 90  | La confession de Sōta                                                   | 思いきった草太の告白           | Omoikitta Sōta no kokohaku                   | 28 octobre 2002       |
| 91  | Spiritualiste mystérieux et le Kirara noir                              | 怪しい祈祷師と黒い雲母         | Ayashī kitōshi to kuroi Kirara               | 4 novembre 2002       |
| 92  | L'ambition des personnes rétablies                                      | 復活した者たちの野望           | Fukkatsu shita monotachi no yabō             | 11 novembre 2002      |
| 93  | Le mystérieux moine lubrique                                            | 出没する謎の助平法師           | Shutsubotsu suru nazo no sukebei hōshi       | 25 novembre 2002      |
| 94  | Ceux qui n'ont rien à voir avec la Shikon no tama (1)                   | 四魂の玉を造る者 前編          | Shikon no tama o tsukuru mono (zenben)       | 2 décembre 2002       |
| 95  | Ceux qui n'ont rien à voir avec la Shikon no tama (2)                   | 四魂の玉を造る者 後編          | Shikon no tama o tsukuru mono (kōhen)        | 9 décembre 2002       |
| 96  | Jaken tombe malade                                                      | 病気になったあの邪見           | Byoki ni natta ano Jaken                     | 13 janvier 2003       |
| 97  | Kirara, rentre à la maison !                                            | 帰ってこない雲母               | Kaette konai Kirara                          | 20 janvier 2003       |
| 98  | Kikyō et Kagome seules dans la grotte                                   | 洞窟には桔梗とかごめの二人だけ | Dokutsu ni wa Kikyō to Kagome no futari dake | 27 janvier 2003       |
| 99  | Kōga et Sesshōmaru : une périlleuse rencontre !                         | 鋼牙と殺生丸 危険な遭遇        | Sesshōmaru to Kōga kiken sōgū                | 3 février 2003        |
| 100 | La vérité au-delà du cauchemar, la bataille de la forêt de la tristesse | 悪夢の真実嘆きの森の戦い       | Akumu no shinjitsu nageki no mori no tatakai | 10 février 2003       |
| 101 | La jeune fille de la neige                                              | あれから七年目のなごり雪       | Are kara shichinen me no nagori yuki         | 17 février 2003       |
| 102 | L'assaut sur la tribu des démons loups                                  | 亡霊に襲われた妖狼族           | Bōrei ni osuwareta yorōzoku                  | 24 février 2003       |
| 103 | La résurrection de la bande des 7                                       | よみがえった七人隊             | Yomigaetta Shichinintai                      | 3 mars 2003           |
| 104 | L'insaisissable maître du poison, Mukotsu                               | しのびよる毒使い 霧骨          | Shinobiyoru doku tsukai Mukotsu              | 10 mars 2003          |

### Saison 5
| No  | Titre français                                                           | Titre japonais               | Titre japonais                         | Date de 1re diffusion |
| No  | Titre français                                                           | Kanji                        | Rōmaji                                 | Date de 1re diffusion |
| --- | ------------------------------------------------------------------------ | ---------------------------- | -------------------------------------- | --------------------- |
| 105 | La terrifiante machine-humaine                                           | 不気味な鋼の重装備           | Bukimina Hagane no Jūsōbi              | 17 mars 2003          |
| 106 | Kagome, Miroku, Sangō : situation désespérée                             | かごめ、弥勒、珊瑚、絶体絶命 | Kagome, Miroku, Sango zettai zetsumei  | 14 avril 2003         |
| 107 | InuYasha montre ses larmes pour la première fois                         | 初めてみせる犬夜叉の涙       | Hajimete miseru InuYasha no namida     | 21 avril 2003         |
| 108 | Le secret de l'aura pure                                                 | けがれなき光の秘密           | Kegarenaki hikari no himitsu           | 28 avril 2003         |
| 109 | Caché dans la brume du mont Hakurei                                      | 霧に隠れた白霊山へ向かえ     | Kiri ni kakureta hakureizan e mukae    | 5 mai 2003            |
| 110 | L'entrée de Bankotsu, le leader de la bande des sept                     | 七人隊の首領 蛮骨登場        | Shichinintai no shuryō Bankotsu tōjō   | 12 mai 2003           |
| 111 | Le grand affrontement : Banryū contre Kaze no kizu                       | 激突！蛮竜VS風の傷！         | Gekitotsu! Banryū tai kaze no kizu!    | 19 mai 2003           |
| 112 | Affleurant la surface du lac : la barrière de l'île d'Hijiri             | 湖面に浮かぶ聖島の結界       | Komen ni ukabu Hijiri jima no kekkai   | 26 mai 2003           |
| 113 | Le vajra sacré et le mystère du bouddha vivant                           | 聖なる独鈷と即身仏の謎       | Seinaru dokko to sokushinbutsu no nazo | 2 juin 2003           |
| 114 | La bataille solitaire de Kōga                                            | 鋼牙の孤高なる戦い           | Kōga no kokō naru tatakai              | 9 juin 2003           |
| 115 | Attiré par la lumière noire                                              | 吸い込まれる黒い光           | Suikomareru kuroi Hikari               | 16 juin 2003          |
| 116 | La vérité à visage découvert                                             | さらけだされた真実の顔       | Sarakedasareta shinjitsu no kao        | 23 juin 2003          |
| 117 | Disparition dans une rivière de flammes                                  | 炎の川に消えたアイツ         | Honoo no Kawa ni kieta aitsu           | 30 juin 2003          |
| 118 | Dans les entrailles du mont Hakurei                                      | 白霊山の奥の奥               | Hakureizan no oku no oku               | 7 juillet 2003        |
| 119 | La malice divine du saint                                                | 神々しい悪意の聖者           | Kōgōshī akui no sējya                  | 14 juillet 2003       |
| 120 | Les adieux : le requiem de Jakotsu                                       | さよなら蛇骨の鎮魂歌         | Sayonara Jakotsu no chinkonka          | 28 juillet 2003       |
| 121 | La bataille finale : le dernier et le plus puissant de la bande des sept | 決戦！最強最後の七人隊       | Kessen Saikyō saigo no shichinintai    | 4 août 2003           |
| 122 | La puissance du banryu : duel à mort au mont Hakurei                     | 強烈蛮竜 白霊山の死闘        | Kyōretsu banryu hakureizan no shitō    | 11 août 2003          |
| 123 | Au-delà de l'obscurité : la renaissance de Naraku                        | 暗闇の先に新生奈落           | Kurayami no saki ni sinsei Naraku      | 18 août 2003          |
| 124 | Adieu Kikyō ma bien-aimée                                                | さらば愛しき桔梗よ           | Saraba itoshiki Kikyō yo               | 25 août 2003          |
| 125 | La pénombre dans le cœur de Kagome                                       | かごめの心の闇               | Kagome no kokoro no yami               | 1er septembre 2003    |
| 126 | Transforme ta peine de cœur en courage                                   | 心の痛みを勇気にかえろ       | Kokoro no itami wo yūki ni kaero       | 8 septembre 2003      |
| 127 | Ne le fais pas bouillir ! Le terrifiant yōkai lyophilisé                 | 煮ちゃダメ！恐怖の干物妖怪   | Nichadame! Kyōhu no himono yōkai       | 15 septembre 2003     |
| 128 | Bataille contre les yōkais lyophilisés au festival culturel              | 干物妖怪と激闘文化祭         | Himono yōkai to gekitō bunkasai        | 13 octobre 2003       |
| 129 | Chyokukai et la fiancée enlevée                                          | 猪九戒と略奪された花嫁       | Chyokukai to ryakudatsusareta hanayome | 20 octobre 2003       |
| 130 | La nouvelle technique de Shippō : le kokoro no kizu                      | 吠えろ七宝奥義 心の傷！      | Hoeru Shippō ōgi kokoro no kizu        | 27 octobre 2003       |

### Saison 6
| No  | Titre français                                               | Titre japonais                    | Titre japonais                                         | Date de 1re diffusion |
| No  | Titre français                                               | Kanji                             | Rōmaji                                                 | Date de 1re diffusion |
| --- | ------------------------------------------------------------ | --------------------------------- | ------------------------------------------------------ | --------------------- |
| 131 | Le piège de la malédiction du mur des pendaisons             | 観音掛け軸 呪いの罠               | Kannon kakejiku noroi no wana                          | 3 novembre 2003       |
| 132 | La confession la plus dangereuse de Miroku                   | 弥勒法師の最も危険な告白          | Miroku houshi no motomo kikenna kokuhaku               | 10 novembre 2003      |
| 133 | La femme qui aimait Sesshōmaru (partie 1)                    | 殺生丸を愛した女 前編             | Sesshōmaru wo aishita onna (zenpen)                    | 24 novembre 2003      |
| 134 | La femme qui aimait Sesshōmaru (partie 2)                    | 殺生丸を愛した女 後編             | Sesshōmaru wo aishita onna (kōhen)                     | 24 novembre 2003      |
| 135 | Le dernier banquet du Maître de Miroku                       | 弥勒の師匠最後の宴                | Miroku no shishou saigo no utage                       | 1 décembre 2003       |
| 136 | Un étrange et invisible yōkai                                | 怪奇透明妖怪現る現る!             | Kaikitoumei yōkai arawaru arawaru!                     | 8 décembre 2003       |
| 137 | Un ancêtre appelé Kagome                                     | ご先祖の名はかごめ                | Go-senzo-sama no namae wa Kagome                       | 12 janvier 2004       |
| 138 | Survie dans les montagnes du yōkai                           | 妖怪山河ふたりのサバイバル        | Yōkai sanga futari no sabaibaru                        | 19 janvier 2004       |
| 139 | Grand duel à la chute d'eau                                  | 昇雲の滝の大決闘                  | Syouun no taki no dai-kettou                           | 26 janvier 2004       |
| 140 | Sentiments éternels ! Halbred du ciel et de la terre         | 永遠の思い 乾坤の薙刀             | Syouun no taki no dai-kettou                           | 2 février 2004        |
| 141 | Le démon cheval Entei libéré                                 | 解き放たれた妖馬炎蹄              | Tokihanatareta yōba Entei                              | 9 février 2004        |
| 142 | L'indomptable Entei et l'horrible Hakudoshi                  | 暴走炎蹄と戦慄の白童子            | Bōsō Entei to senritsu no hakudōshi                    | 16 février 2004       |
| 143 | 3000 lieues à la recherche de père                           | 父を訪ねて三千里                  | Chichi o tazunete san senri                            | 23 février 2004       |
| 144 | Hosenki et le dernier fragment                               | 宝仙鬼と最後のかけら              | Hōsenki to saigo no kakera                             | 1er mars 2004         |
| 145 | Les étranges sentinelles de la porte pour le prochain monde  | あの世との境に異様な門番          | Ano yo to no sakai ni iyō na monban                    | 8 mars 2004           |
| 146 | L'impétueuse maitresse des oiseaux, la princesse Abi         | 気性荒い鳥使い 阿毘姫             | Kishōarai toritsukai Abi-hime                          | 15 mars 2004          |
| 147 | La mélodie tragique de la destinée (partie 1)                | めぐり逢う前の運命恋歌            | Meguriau mae no sadame no koi uta (zenpen)             | 19 avril 2004         |
| 148 | La mélodie tragique de la destinée (partie 2)                | めぐり逢う前の運命恋歌            | Meguriau mae no sadame no koi uta (kōhen)              | 19 avril 2004         |
| 149 | La flèche du chaos                                           | 波乱を呼ぶ一本の矢                | Haran o yobu ippon no ya                               | 26 avril 2004         |
| 150 | La lumière mystérieuse qui guide le saint                    | 聖者を導く不思議な光              | Seija o michibiku fushigi na hikari                    | 3 mai 2004            |
| 151 | Le choix instinctif de Kagome                                | かごめ 本能の選択                 | Kagome honnō no sentaku                                | 10 mai 2004           |
| 152 | Protège et pille !                                           | 守れそして奪い取れ!               | Mamore soshite ubaitore!                               | 17 mai 2004           |
| 153 | La cruelle réunion du destin                                 | 運命は残酷な再会                  | Ummei wa zankoku na saikai                             | 24 mai 2004           |
| 154 | Le yōkai relié à l'au-delà                                   | あの世とつながる妖怪              | Ano yo to tsunagaru yōkai                              | 31 mai 2004           |
| 155 | Le yōkai gardien du fragment de la perle de Shikon           | 四魂のかけらを守る鬼              | Shikon no kakera o mamoru oni                          | 7 juin 2004           |
| 156 | L'ultime bataille du cimetière : Sesshomaru contre Inuyasha  | 墓前決戦! 殺生丸vs犬夜叉          | Bozen kessen! Sesshōmaru vs InuYasha                   | 14 juin 2004          |
| 157 | Détruis Naraku grâce au barrage de diamantine                | 奈落を貫け金剛槍破                | Naraku o tsuranuke kongōsōha                           | 21 juin 2004          |
| 158 | La ruée des innombrables yōkai-rats                          | 大暴走無数の妖怪ネズミ            | Daibōsō musū no yōkai nezumi                           | 5 juillet 2004        |
| 159 | La décision de Kohaku et le cœur de Sango                    | 琥珀の決意と珊瑚の心              | Kohaku no ketsui to Sango no kokoro                    | 12 juillet 2004       |
| 160 | Une canaille infidèle mais chanceuse                         | 幸せを呼ぶフタマタ暴力男          | Shiawase o yobu futamata bōryoku otoko                 | 26 juillet 2004       |
| 161 | L'erreur passée de Miroku                                    | 弥勒法師昔のあやまち              | Miroku-hōshi mukashi no ayamachi                       | 2 août 2004           |
| 162 | Avec Sesshōmaru pour toujours                                | 殺生丸様と永遠に一緒              | Sesshōmaru-sama to eien ni issho                       | 9 août 2004           |
| 163 | Kohaku, Sango, Kirara et le jardin fleuri                    | 琥珀珊瑚雲母 秘密の花園           | Kohaku Sango Kirara: himitsu no hanazono               | 23 août 2004          |
| 164 | Possédé par un parasite, Shippo notre pire ennemi            | 最強の敵 宿り蛹七宝               | Saikyō no teki, yadori sanagi Shippō                   | 30 août 2004          |
| 165 | L'ultime solution pour battre Naraku                         | 奈落を倒す最大の手がかり          | Naraku otaosu saidai no tegakari                       | 6 septembre 2004      |
| 166 | Le lien qui les unit, utilisé le dernier fragment (partie 1) | 二人の絆 四魂のかけらを使え! 前編 | Futari no kizuna - Shikon no kakera o tsukae! (zenpen) | 13 septembre 2004     |
| 167 | Le lien qui les unit, utilisé le dernier fragment (partie 2) | 二人の絆 四魂のかけらを使え! 後編 | Futari no kizuna - Shikon no kakera o tsukae! (kōhen)  | 13 septembre 2004     |

## ÉpisodesInu-Yasha - Dernier Acte
| No       | Titre français                                   | Titre japonais        | Titre japonais                     | Date de 1re diffusion |
| No       | Titre français                                   | Kanji                 | Rōmaji                             | Date de 1re diffusion |
| -------- | ------------------------------------------------ | --------------------- | ---------------------------------- | --------------------- |
| 1 (168)  | Le cœur de Naraku                                | 奈落の心臓            | Naraku no Shinzō                   | 3 octobre 2009        |
| 2 (169)  | Le vent de Kagura                                | 神楽の風              | Kagura no Kaze                     | 10 octobre 2009       |
| 3 (170)  | Meidô Zangetsuha                                 | 冥道残月破            | Meidō Zangetsuha                   | 17 octobre 2009       |
| 4 (171)  | Le poids du dragon Tessaiga                      | 竜鱗の鉄砕牙          | Ryūrin no Tessaiga                 | 24 octobre 2009       |
| 5 (172)  | Le test du Grand Démon Saint Esprit              | 妖霊大聖の試練        | Yōrei Taisei no Shiren             | 31 octobre 2009       |
| 6 (173)  | La fin de Môryômaru                              | 魍魎丸の最期          | Mōryōmaru no Saigo                 | 7 novembre 2009       |
| 7 (174)  | Mausolée du Mont Azusa                           | 梓山の霊廟            | Azusayama no Reibyō                | 14 novembre 2009      |
| 8 (175)  | Parmi les étoiles scintillantes                  | 星々きらめきの間に    | Hoshiboshi Kirameki no Aida ni     | 21 novembre 2009      |
| 9 (176)  | Sesshômaru dans le milieu                        | 冥界の殺生丸          | Meikai no Sesshōmaru               | 28 novembre 2009      |
| 10 (177) | Des fleurs noyées dans le chagrin                | 悲しみに濡れる花      | Kanashimi ni Nureru Hana           | 5 décembre 2009       |
| 11 (178) | La pierre tombale de Kanna                       | 神無の墓標            | Kanna no Bohyō                     | 12 décembre 2009      |
| 12 (179) | Les sentiments de Sango, la résolution de Miroku | 珊瑚の想い 弥勒の覚悟 | Sango no Omoi Miroku no Kakugo     | 19 décembre 2009      |
| 13 (180) | Meidô est complet                                | 完全な冥道            | Kanzen na Meidō                    | 26 décembre 2009      |
| 14 (181) | A la poursuite de Naraku                         | 奈落の追撃            | Naraku no Tsuigeki                 | 4 janvier 2010        |
| 15 (182) | Le vrai héritier                                 | 正統なる継承者        | Seitōnaru Keishōsha                | 11 janvier 2010       |
| 16 (183) | La barrière de Hitomiko                          | 瞳子の結界            | Hitomiko no kekkai                 | 18 janvier 2010       |
| 17 (184) | La mauvaise volonté de Magatsuhi                 | 曲霊の邪念            | Magatsuhi no Janen                 | 25 janvier 2010       |
| 18 (185) | Le jour des jours                                | 人生の一大事          | Jinsei no Ichidaiji                | 1er février 2010      |
| 19 (186) | Le tesson de Kohaku                              | 琥珀の欠片            | Kōhaku no Kakera                   | 8 février 2010        |
| 20 (187) | Quand la perle sera entière                      | 四魂の玉が完成する時  | Shikon no Tama ga Kansei suru Toki | 15 février 2010       |
| 21 (188) | À l'intérieur de Naraku                          | 奈落の体内へ          | Naraku no Tainai e                 | 22 février 2010       |
| 22 (189) | Naraku - Le piège de l'obscurité                 | 奈落 闇の罠           | Naraku Yami no Wana                | 1er mars 2010         |
| 23 (190) | Naraku - Le piège de la lumière                  | 奈落 光の罠           | Naraku Hikari no Wana              | 8 mars 2010           |
| 24 (191) | Le souhait incertain de Naraku                   | 奈落 儚き望み         | Naraku Hakanaki Nozomi             | 15 mars 2010          |
| 25 (192) | Pensées troublées                                | 届かぬ想い            | Todokanu Omoi                      | 22 mars 2010          |
| 26 (193) | Vers le lendemain                                | 明日へ                | Ashita e                           | 29 mars 2010          |

### Sources
- (fr) Inu-Yasha sur le site DVDanime
- (fr) Inu-Yasha sur le site AnimeGuides